# 151. Reserve-Division (Wehrmacht)
Die 151. Reserve-Division war eine deutsche Infanteriedivision im Zweiten Weltkrieg. Die Division wurde am 25. September 1942 aufgestellt und in die litauische Stadt Wilna verlegt. Am  9. Februar 1944 wurde die Division  aufgelöst und ihre Teileinheiten zur Aufstellung der Schattendivision Mielau auf dem Truppenübungsplatz  Mielau in Ostpreußen eingesetzt.